# Schlichte Raubfliege
Die Schlichte Raubfliege (Machimus rusticus) ist eine Fliege aus der Familie der Raubfliegen (Asilidae).

## Merkmale
Die Fliegen erreichen eine Körperlänge von 15 bis 25 Millimetern. Die vorderen Femora sind auf der Unterseite nur behaart und nicht beborstet. Alle Femora sind schwarz, die Tibien sind an der Basis rot. Die Beinborsten sind schwarz und gelb, das Scutum hat überwiegend gelbe Borsten. Das zweite Fühlerglied (Postpedicellus) ist deutlich länger als die beiden ersten Fühlerglieder.

## Verbreitung und Lebensraum
Das Verbreitungsgebiet ist paläarktisch und reicht von England und Spanien nach Osten bis Kasachstan. In Deutschland fehlt die Art offenbar im Nordwesten, die derzeit bekannte nordwestliche Verbreitungsgrenze verläuft etwa im äußersten Süden Mecklenburg-Vorpommerns über Südost- und Südniedersachsen und durch das nördliche Nordrhein-Westfalen.
Die Art bewohnt in Mitteleuropa offene, trockene und warme Biotope, vor allem Mager- und Trockenrasen mit geschlossener Vegetationsdecke.

## Lebensweise
Die Angaben zur Flugzeit sind in der Literatur unterschiedlich und reichen maximal von Mai bis August, meist wird jedoch der Zeitraum Juni bis August angegeben. Das Beutespektrum ist wie bei vielen Raubfliegen sehr breit, nachgewiesen sind als Beute Käfer, Zweiflügler, Hautflügler, Schmetterlinge und Libellen.
Die Eiablage erfolgt an Blüten. Die Larvalentwicklung umfasst sieben Larvenstadien und dauert ein bis zwei Jahre. Die Larven leben im Boden und ernähren sich ab dem zweiten Larvenstadium entomophag, überwiegend offenbar von den Larven von Blatthornkäfern (Scarabaeidae).